# Cynthia Bolingo
Cynthia Maduengele Bolingo Mbongo (ur. 12 stycznia 1993 w Uccle) – belgijska lekkoatletka, sprinterka.

## Życie prywatne
Choć urodziła się w Belgii, jest obywatelką tego państwa od lipca 2011, wcześniej miała obywatelstwo Demokratycznej Republiki Konga.

## Kariera
Zajęła 5. miejsce w sztafecie 4 × 100 metrów na mistrzostwach Europy juniorów w 2011 w Tallinnie. Na młodzieżowych mistrzostwach Europy w 2013 w Tampere odpadła w eliminacjach biegu na 200 metrów, a sztafeta 4 × 100 metrów z jej udziałem została zdyskwalifikowana w finale.
Zwyciężyła w sztafecie 4 × 100 metrów i zdobyła brązowy medal w biegu na 200 metrów na igrzyskach frankofońskich w 2013 w Nicei. Zajęła 8. miejsce w biegu na 400 metrów na młodzieżowych mistrzostwach Europy w 2015 w Tallinnie. Na mistrzostwach świata w 2015 w Pekinie odpadła w eliminacjach biegu na 200 metrów.
Odpadła w eliminacjach biegu na 200 metrów na igrzyskach olimpijskich w 2016 w Rio de Janeiro. Zajęła 4. miejsce w sztafecie 4 × 400 metrów i odpadła w półfinale biegu na 400 metrów na mistrzostwach Europy w 2018 w Berlinie.
Zdobyła srebrny medal w biegu na 400 metrów (w każdym biegu poprawiając halowy rekord Belgii) oraz zajęła 5. miejsce w sztafecie 4 × 400 metrów (również z rekordem Belgii) na halowych mistrzostwach Europy w 2019. W 2024 roku zdobyła brązowy medal seniorskich mistrzostw Europy w biegu rozstawnym 4 × 400 metrów.
Bolingo była mistrzynią Belgii w biegu na 100 metrów w 2017 oraz w biegu na 200 metrów w 2017 i 2018, a w hali mistrzynią Belgii w 2015 i 2019.

## Rekordy życiowe
Jest aktualną (lipiec 2021) rekordzistką Belgii w biegu na 400 metrów z rezultatem 50,72 s (3 lipca 2021 w Heusden), a do 2019 była również rekordzistką w sztafecie 4 × 400 metrów na otwartym stadionie z czasem 3:27,69 (11 sierpnia 2018 w Berlinie). W hali zaś jest rekordzistką Belgii w biegu na 300 metrów z wynikiem 36,69 (23 lutego 2019 w Gandawie), w biegu na 400 metrów z czasem 51,62 (2 marca 2019 w Glasgow) i w sztafecie 4 × 400 metrów z wynikiem 3:28,05 (3 marca 2024 w Glasgow). 
Jest również rekordzistką Demokratycznej Republiki Konga na otwartym stadionie w biegu na 100 metrów (11,69 s; 11 maja 2011 w Herve), biegu na 200 metrów (24,26 s; 4 czerwca 2011 w Oordegem) i w biegu na 100 metrów przez płotki (13,97 s; 21 maja 2011 w Herve) oraz w hali w biegu na 60 metrów (7,57 s; 29 stycznia 2011 w Gandawie), w biegu na 200 metrów (24,92 s 20 lutego 2011 w Gandawie) i w biegu na 60 metrów przez płotki (8,38 s; 29 stycznia 2011 w Gandawie).
Pozostałe rekordy życiowe Bolingo:
- bieg na 100 metrów – 11,28 (19 czerwca 2021, Nivelles)
- bieg na 200 metrów – 22,79 (19 czerwca 2021, Nivelles)
- bieg na 400 metrów – 49,96 (21 sierpnia 2023, Budapeszt) rekord Belgii
- bieg na 60 metrów (hala) – 7,25 (26 lutego 2022, Louvain-la-Neuve)